# ۱۵ تیر (ستاره)
۱۵ تیر یک ستاره دوتایی است که در صورت فلکی پیکان قرار دارد.